# Nicolae Bălcescu (Constanța megye)
Nicolae Bălcescu község Constanța megyében, Dobrudzsában, Romániában. A hozzá tartozó település Dorobanţu.

## Fekvése
A település az ország délkeleti részén található, Konstancától harminchárom kilométerre északnyugatra, a Duna és a Fekete-tenger között félúton.

## Története
Régi török neve Danaköy (románul: Danachioi). A 20. század elején a Carol I. nevet vette fel I. Károly román király után, az 1930-as években pedig ismét átkeresztelték, ekkor kapta az 1848-as román forradalmár, Nicolae Bălcescu nevét.

## Lakossága
A nemzetiségi megoszlás a következő:
| 2002      | 2002 | 2002   |
| --------- | ---- | ------ |
| Románok   | 4798 | 98,56% |
| Tatárok   | 40   | 0,82%  |
| Romák     | 13   | 0,26%  |
| Magyarok  | 12   | 0,24%  |
| Ukránok   | 3    | 0,06%  |
| Lipovánok | 1    | 0,02%  |
| Egyéb     | 1    | 0,02%  |
| Összesen  | 4868 | 100,0% |